# Otočje Tjulenj
Otočje Tjulenj (kazaški: Tülen araldary, rus. Тюленьи острова), otočna je skupina u sjeveroistočnom dijelu Kaspijskog jezera uz zaljev Mangišlak zapadno od poluotoka Mangišlak i oko 13 km sjeverozapadno od poluotoka Tupkaragan, 27 km sjeverno od Bautina. Ovu možda najznačajniju skupinu otoka u Kaspijskom moru, prvi ih je točno mapirao Fedor Ivanovič Soimonov koji je vodio Kaspijsku ekspediciju 1719., proučavajući Kaspijsko more od 1719. do 1727. godine.
Administrativno, ovo otočje pripada regiji Mangistau u Kazahstanu. Nazvan je „Tyuleniy” (što znači „tuljan”) prema trenutačno ugroženom kaspijskom tuljanu.

## Otoci
- Kulali (Kulaly-Aral) je najzapadniji i najduži otok, proteže se 25 km od vrha do vrha. Blago je nepravilnog oblika, s uvalama i rtovima. Na ovom otoku postoji meteorološka stanica sa svjetionikom i kazahstanska granična straža, što ga čini jedinim u skupini naseljenoj čovjekom. Teren na Kulaliju je ili suh ili natopljen vodom i prekriven trskom.[3]
- Morskoj (Morskoy Aral) je sljedeći otok i drugi najveći otok. Također je najveći po površini, s dužinom od 19 km i najveću širinu od 7 km. Ovaj se otok uglavnom sastoji od močvara.
- Ribači (bivši Ostrov Svyatoy) dugačak je i uzak i nalazi se južno od Morskoya.
- Podgornji je sjeveroistočno od Rybachyja.[4]
- Novij je najistočniji otok. Nalazi se između Podgornyja i kopna i imao je nepravilan oblik sve do 2009. godine. Nedavne slike pokazuju da je ovaj otok jako erodirao.

## Ekologija
Otoci su pustinjski i pjeskoviti, s malo trave. Na zavjetrini Kulalija, kao i na drugim otocima, koji su znatno niži i natopljeni, ima trske. U prošlim stoljećima mnogi su kaspijski tuljani dolazili na obale otoka, otuda i naziv otočne skupine.
Otoci su proglašeni važnim područjem za ptice i nacionalnim zaštićenim područjem (državni rezervat). Postoje velike koncentracije galebova i ptica močvarica, kao što su liske, divlje patke, labudovi, čaplje i močvarice u arhipelagu tijekom njihova razdoblja gniježđenja. Otočje je također važno mjesto za razmnožavanje dugokljune čigre (Thalasseus sandvicensis).

## Vanjske poveznice
|  | Zajednički poslužitelj ima još gradiva o temi Otočje Tjulenj |

- Geographic data
- Birdlife
- Caspian Sea Biodiversity Project
- Rowlett, Russ. Lighthouses of Kazakhstan. The Lighthouse Directory. University of North Carolina at Chapel Hill